# Loud, Fast Ramones: Their Toughest Hits
Loud, Fast Ramones: Their Toughest Hits – album kompilacyjny zespołu Ramones wydany 15 października 2002. Utwory na płycie zostały dobrane przez Johnny’ego Ramone. Zestaw składa się z dwóch dysków: pierwszego, zawierającego nagrania z regularnych płyt zespołu, oraz drugiego (bonusowego) zawierającego nagrania z koncertu w londyńskim Lyceum Theatre, który odbył się 25 lutego 1985.

## Lista utworów

### Dysk 1
1. „Blitzkrieg Bop” (Ramones) – 2:11
2. „Beat on the Brat” (Joey Ramone) – 2:31
3. „Judy Is a Punk” (Joey Ramone) – 1:31
4. „Gimme Gimme Shock Treatment” (Ramones) – 1:40
5. „Commando” (Ramones) – 1:51
6. „Glad to See You Go” (Dee Dee Ramone/Joey Ramone) – 2:10
7. „Pinhead” (Dee Dee Ramone) – 2:42
8. „Rockaway Beach” (Dee Dee Ramone) – 2:06
9. „We're a Happy Family” (Ramones) – 2:39
10. „Sheena Is a Punk Rocker” (Joey Ramone) – 2:48
11. „Teenage Lobotomy” (Ramones) – 2:01
12. „I Wanna Be Sedated” (Joey Ramone) – 2:29
13. „I'm Against It” (Ramones) – 2:06
14. „I Wanted Everything” (Dee Dee Ramone) – 3:13
15. „I Just Want to Have Something to Do” (Joey Ramone) – 2:41
16. „Rock ’n’ Roll High School” (Joey Ramone) – 2:17
17. „Do You Remember Rock ’n’ Roll Radio?” (Joey Ramone) – 3:49
18. „The KKK Took My Baby Away” (Joey Ramone) – 2:29
19. „Psycho Therapy” (Dee Dee Ramone/Johnny Ramone) – 2:35
20. „Outsider” (Dee Dee Ramone) – 2:09
21. „Highest Trails Above” (Dee Dee Ramone) – 2:09
22. „Wart Hog” (Dee Dee Ramone/Johnny Ramone) – 1:54
23. „Mama's Boy” (Dee Dee Ramone/Johnny Ramone/Tommy Ramone) – 2:10
24. „Somebody Put Something in My Drink” (Richie Ramone) – 3:19
25. „I Wanna Live” (Dee Dee Ramone/Daniel Rey) – 2:36
26. „Garden of Serenity” (Dee Dee Ramone/Daniel Rey) – 2:26
27. „I Believe in Miracles” (Dee Dee Ramone/Daniel Rey) – 3:18
28. „Main Man” (Dee Dee Ramone/Daniel Rey) – 3:26
29. „Strength to Endure” (Dee Dee Ramone/Daniel Rey) – 2:59
30. „The Crusher” (Dee Dee Ramone/Daniel Rey) – 2:26

### Dysk 2 (bonus)
Koncert nagrany w Lyceum Theatre (Londyn) 25 lutego 1985:
1. „Do You Remember Rock ’n’ Roll Radio?” (Joey Ramone) – 3:16
2. „Psycho Therapy” (Dee Dee Ramone/Johnny Ramone) – 2:04
3. „Suzy Is a Headbanger” (Ramones) – 1:37
4. „Too Tough to Die” (Dee Dee Ramone) – 2:09
5. „Smash You” (Richie Ramone) – 2:17
6. „Chinese Rock” (Dee Dee Ramone/Richard Hell) – 1:59
7. „Howling at the Moon (Sha–La–La)” (Dee Dee Ramone) – 2:57
8. „I Don't Wanna Go Down to the Basement” (Dee Dee Ramone/Johnny Ramone) – 1:50

## Twórcy
| - Joey Ramone – wokal - Johnny Ramone – gitara - Dee Dee Ramone – gitara basowa, wokal w „Wart Hog”, „Outsider" - C. J. Ramone – gitara basowa, wokal w „Main Man”, „Strength to Endure”, „The Crusher" - Marky Ramone – perkusja - Richie Ramone – perkusja, dalszy wokal w „Wart Hog" - Tommy Ramone – perkusja - Kc Ramone – gitara (1, 8, 12) | Gościnnie: - Barry Goldberg – organy, pianino - Dick Emerson – instrumenty klawiszowe - David Hassel – perkusja - Steve Douglas – saksofon - Graham Gouldman – dalszy wokal - Russell Mael – dalszy wokal - Ian Wilson – dalszy wokal - Rodney Bingenheimer – klaskanie - Harvey Robert Kubernik – klaskanie - Phast Phreddie – klaskanie |